# Periquito de ventre taronja
El periquito de ventre taronja (Neophema chrysogaster) és una espècie d'ocell de la família dels psitàcids que habita praderies, pantans i platges del sud-oest de Tasmània, si bé antany també ho feia a Nova Gal·les del Sud.